# Paramorsimus
Paramorsimus is een geslacht van rechtvleugeligen uit de familie sabelsprinkhanen (Tettigoniidae). De wetenschappelijke naam van dit geslacht is voor het eerst geldig gepubliceerd in 1954 door Beier.

## Soorten
Het geslacht Paramorsimus omvat de volgende soorten:
- Paramorsimus acutelaminatus Brunner von Wattenwyl, 1895
- Paramorsimus confinis Brunner von Wattenwyl, 1895
- Paramorsimus fruhstorferi Beier, 1954
- Paramorsimus maculifolius Pictet & Saussure, 1892
- Paramorsimus obliquevenosus Brunner von Wattenwyl, 1895
- Paramorsimus oleifolius Fabricius, 1793
- Paramorsimus robustus Brunner von Wattenwyl, 1895